# Mieczysław Syska
Mieczysław Syska (ur. 10 kwietnia 1898 w Łodzi, zm. 22 marca 1972 we Wrocławiu) – urzędnik samorządowy w II Rzeczypospolitej, ostatni przedwojenny starosta powiatu tarnowskiego, podporucznik kawalerii rezerwy Wojska Polskiego.

## Życiorys
Urodził się 10 kwietnia 1898 jako syn Walentego i Marianny z Krakowskich. W 1915 ukończył Prywatne Progimnazjum Męskie Józefa Radwańskiego w Łodzi, zaś egzamin dojrzałości zdał w 1918 w Gimnazjum Filologicznym Witanowskiej. Podczas nauki szkolnej działał jako naczelnik gniazda Polskiego Towarzystwa Gimnastycznego „Sokół” w łódzkich Bałutach.
Jesienią 1918 podjął studia na Wydziale Prawa Uniwersytetu Warszawskiego, Wkrótce, u kresu I wojny światowej uczestniczył w rozbrajaniu Niemców w stolicy. Został przyjęty do Wojska Polskiego. Wstąpił do 3 pułku ułanów i służył w jego 3 szwadronie. Wraz z pułkiem uczestniczył w wojnie polsko-ukraińskiej i wojnie polsko-bolszewickiej. 10 lipca 1919 awansowany na starszego ułana, 20 maja 1920 na kaprala. W drugiej połowie 1920 odbył I kurs w Oficerskiej Szkole Jazdy w Grudziądzu i 15 grudnia 1920 mianowany podchorążym. Następnie nadal służył w macierzystym pułku. 5 stycznia 1921 został urlopowany bezterminowo i przeniesiony do rezerwy. 6 października 1925 został mianowany podporucznikiem ze starszeństwem z dniem 1 lipca 1925 i 10. lokatą w korpusie oficerów rezerwy kawalerii. Odbywał ćwiczenia wojskowe w szeregach 3 pułku ułanów w 1928, oraz w Centrum Wyszkolenia Kawalerii i 11 pułku piechoty w 1931.
Podjął służbę w administracji państwowej II Rzeczypospolitej. Pełnił funkcję kierownika Urzędu Pośrednictwa Pracy i Opieki nad Uchodźcami w Łodzi. W 1926 został absolwentem prawa na Uniwersytecie Warszawskim. Później sprawował stanowisko szefa wydziału powiatowego i radcy w Urzędzie Wojewódzkim w Łodzi. W 1929 był zastępcą szefa Wydziału Bezpieczeństwa województwa łódzkiego. Od marca 1930 był kierownikiem Wydziału Bezpieczeństwa Publicznego w Urzędzie Wojewódzkim w Białymstoku. Następnie od października 1931 do 12 października 1932 sprawował urząd starosty powiatu szczuczyńskiego z siedzibą w Grajewie, od września/października 1932 do 1936 urząd starosty powiatu łomżyńskiego.
W 1936 sprawował stanowisko wicewojewody białostockiego. Następnie od 15 maja 1936 sprawował stanowisko II wicewojewody lwowskiego i jednocześnie naczelnika Wydziału Społeczno-Politecznego w Urzędzie Wojewódzkim we Lwowie. W lipcu 1936 został mianowany starostą powiatu tarnowskiego. Urząd w Tarnowie pełnił do końca istnienia II Rzeczypospolitej we wrześniu 1939.
Po wybuchu II wojny światowej w okresie kampanii wrześniowej przeszedł przez granicę i trafił na Węgry. Tam został internowany i przebywał w obozie przez cały okres wojny do czerwca 1945. Wówczas przybył do Polski. Od października 1945 do sierpnia 1946 był zatrudniony w biurze mobilizacji sił roboczych przemysłu włókienniczego w Jeleniej Górze. W późniejszym czasie pełnił funkcję dyrektora Fabryki Przemysłu Lniarskiego „Orzeł” w Mysłakowicach na Śląsku. W 1947 został członkiem Polskiej Partii Robotniczej, później od listopada 1949 należał do Polskiej Zjednoczonej Partii Robotniczej. 16 marca 1951 Sąd Wojewódzki we Wrocławiu skazał go na karę 1,5 roku pozbawienia wolności oraz utratę praw publicznych i obywatelskich praw honorowych na okresie 2 lat.
Jego żoną była Irena Berłowska, z którą miał córkę Alinę Barbarę (ur. 1926) oraz synów Janusza (ur. 1929) i Jerzego (ur. 1936).
Z Łodzi pochodził także Stanisław Syska (ur. 1930, także syn Walentego), który w okresie PRL był funkcjonariuszem UBP i MO.

## Ordery i odznaczenia
- Krzyż Oficerski Orderu Odrodzenia Polski (1935)
- Złoty Krzyż Zasługi (9 listopada 1931)[12]
- Srebrny Krzyż Zasługi (1929)[13]
- Medal Dziesięciolecia Odzyskanej Niepodległości (1928)
- Odznaka Honorowa „Orlęta” (1919)